# Wang Youshuo
Wang Youshuo (chino simplificado= 王佑硕) es un actor chino.

## Biografía
Estudió en la Universidad Normal de Beijing.

## Carrera
En junio del 2018 se unió al elenco de la serie Legend of Yun Xi donde dio vida a Tang Li, un descendiente de Western Qin y el hermano menor de Long Feiye (Zhang Zhehan), así como el joven maestro de la Secta Tang, hasta el final de la serie el 15 de agosto del mismo año.
El 21 de octubre del 2020 se unió al elenco principal de la serie The Blooms at Ruyi Pavilion donde interpretó a Wu Baiqi, un oficial general y capitán de los Guardias Jin Yi que se enamora de Fu Xuan (Xu Jiaqi), hasta el final de la serie el 3 de diciembre del mismo año.

## Filmografía

### Series de televisión
| Año             | Título                      | Personaje    | Notas        |
| --------------- | --------------------------- | ------------ | ------------ |
| 2021 - presente | The Legend of Taotie        | Chang Qing   |              |
| 2021 - presente | Song of the Moon            | He Na        |              |
| 2021 - presente | Jun Jiu Ling                | Ning Yunzhao |              |
| 2020            | The Blooms at Ruyi Pavilion | Wu Baiqi     | 40 episodios |
| 2019            | Young Blood                 | Wang Kuan    | 42 episodios |
| 2019            | Warm Village (温暖的村庄)   | Wang Yiming  | 40 episodios |
| 2018            | Legend of Yun Xi            | Tang Li      |              |
| 2018            | The Taoism Grandmaster      | Yun Qi       | [ 5 ]        |
| 2014            | Limbo Biography (冷宫传)    | Du Yinhe     |              |
| 2013            | Enjoy My Life (快乐ELIFE)   | You You      |              |

### Películas
| Año  | Título                        | Personaje          | Notas                                                                         |
| ---- | ----------------------------- | ------------------ | ----------------------------------------------------------------------------- |
| 2019 | Human Bone Curse (Bone Chain) | Ah Feng            |                                                                               |
| 2017 | Disc Fairy                    | Ding Kai / Ding Fu |                                                                               |
| 2015 | Forever Young                 | Si Wen             | junto a Li Yifeng, Zhang Huiwen, Leon Zhang, Wei Daxun, Jiang Jinfu y Chai Ge |

### Programas de variedades
| Año  | Título                          | Notas                 |
| ---- | ------------------------------- | --------------------- |
| 2019 | Lipstick Prince: Season 2       | (ep. #3-4) - invitado |
| 2015 | Day Day Up                      | invitado              |
| 2015 | Laugh Out Loud (我们都爱笑)     | invitado              |
| 2015 | Smart 7 (好好学吧)              | invitado              |
| 2015 | A Bright World (世界青年说)     | invitado              |
| 2015 | Open Sesame! (芝麻开门)         | invitado              |
| 2015 | Happy Camp                      | invitado              |
| 2015 | Queen (我是大美人)              | invitado              |
| 2015 | Chinese Dream Show (中国梦想秀) | invitado              |
| 2015 | 一生一世合家欢                  | invitado              |
| 2015 | Legend of Magic (魔法奇迹)      | invitado              |

## Premios y nominaciones
| Año  | Categoría             | Premio                          | Trabajo     | Resultado |
| ---- | --------------------- | ------------------------------- | ----------- | --------- |
| 2019 | Best Supporting Actor | Hengdian Film Festival of China | Young Blood | Nominado  |